# Canton de Montreuil-1
Le canton de Montreuil-1 est une circonscription électorale française située dans le département de la Seine-Saint-Denis et la région Île-de-France.

## Histoire

### Ancien canton de Montreuil (1893-1945)
| Période                     | Période                         | Identité                    | Étiquette                         | Qualité                                                                          |
| --------------------------- | ------------------------------- | --------------------------- | --------------------------------- | -------------------------------------------------------------------------------- |
| 1893                        | 1896                            | Ariste Hémard               | Droite                            | Distillateur liquoriste Maire de Montreuil (1893-1904)                           |
| 1896                        | 1897 (décès),                   | M. Pinet                    | Républicain Radical révisionniste | Médecin                                                                          |
| 1897                        | 1904                            | Ariste Hémard               | Droite                            | Distillateur liquoriste Maire de Montreuil (1893-1904) Député (1903-1906)        |
| 1904                        | 1908                            | M. Durand                   | Rad.                              | Docteur en médecine                                                              |
| 1908                        | 1925                            | Ariste Hémard               | Droite                            | Distillateur liquoriste Maire de Montreuil (1893-1904) Député (1903-1906)        |
| 1925                        | 1928                            | Joseph-Louis Anne           | SFIO puis PSdF                    | Comptable, représentant de commerce Maire de Montreuil (1926-1929)               |
| 1928                        | 1935                            |                             |                                   |                                                                                  |
| 1935                        | 1940 (déchu le 23 février 1940) | Daniel Renoult (1880-1958)  | PCF                               | Correcteur d'imprimerie et journaliste Adjoint au maire de Montreuil (1935-1940) |
| 1941 (nommé par décret)     | 1944 (démission)                | Paul Armand Soulié (1897-?) |                                   | Employé de banque                                                                |
| 1945 Décret du 12 mars 1945 | 1945                            | Daniel Renoult              | PCF                               | Maire de Montreuil (1944-1958)                                                   |

### 2ème circonscription de Montreuil (1928-1945)
| Période                 | Période                          | Identité                  | Étiquette      | Qualité |
| ----------------------- | -------------------------------- | ------------------------- | -------------- | --- |
| 1928                    | 1935                             | Joseph-Louis Anne         | SFIO puis PSdF | Comptable, représentant de commerce Maire de Montreuil (1926-1929) |
| 1935                    | 1940 (déchu le 1er février 1940) | Pierre Longhi (1909-1942) | PCF            | Ajusteur Adjoint au maire de Montreuil |
| 1941 (nommé par décret) | 1942 (démission)                 | Louis Aubin (1878-1967)   |                | Arboriculteur Secrétaire général de la Chambre d'agriculture de la Seine |
| 1942 (nommé par décret) | 1944                             | Louis Chalvet (1893-1978) |                | Contremaître forgeron Président du Syndicat des agents de maîtrise de la Région Parisienne Ancien conseiller départemental de la 1ère circonscription du canton de Villejuif (1941-1942) |

### De 1945 à 1967 (département de laSeine)
- De 1945 à 1953, Montreuil faisait partie du secteur de Sceaux-Est, qui regroupait également Vincennes, Nogent-sur-Marne, Saint-Maur-des-Fossés et Charenton.

Daniel Renoult (PCF) était élu dans ce secteur.
- De 1953 à 1959, Montreuil faisait partie du secteur 6, avec Noisy-le-Sec et Vincennes. 3 représentants de Montreuil siégeaient : Adrienne Maire (PCF), conseillère municipale de Montreuil, Jean-Pierre Profichet (RPF), conseiller municipal de Montreuil, et Daniel Renoult (PCF), maire de Montreuil, jusqu'à son décès en 1958.

- De 1959 à 1967, il y avait deux secteurs à Montreuil :

| Période                         | Période | Identité                   | Étiquette | Qualité                                                                              |
| ------------------------------- | ------- | -------------------------- | --------- | ------------------------------------------------------------------------------------ |
| 1959 33e secteur Montreuil-Nord | 1967    | Adrienne Maire (1909-2008) | PCF       | Maire-adjointe de Montreuil (1947-1971) Elue en 1967 dans le Canton de Montreuil-Est |

| Période                        | Période | Identité   | Étiquette | Qualité                        |
| ------------------------------ | ------- | ---------- | --------- | ------------------------------ |
| 1959 34e secteur Montreuil-Sud | 1967    | Louis Odru | PCF       | Instituteur Député (1962-1986) |

### De 1967 à 2015
Voir Canton de Montreuil-Est et Canton de Montreuil-Ouest.

### De 1976 à 2015
Voir Canton de Montreuil-Nord.
Un nouveau découpage territorial de la Seine-Saint-Denis entre en vigueur à l'occasion des premières élections départementales suivant le décret du 21 février 2014. Les conseillers départementaux sont, à compter de ces élections, élus au scrutin majoritaire binominal mixte. Les électeurs de chaque canton élisent au Conseil départemental, nouvelle appellation du Conseil général, deux membres de sexe différent, qui se présentent en binôme de candidats. Les conseillers départementaux sont élus pour 6 ans au scrutin binominal majoritaire à deux tours, l'accès au second tour nécessitant 12,5 % des inscrits au 1er tour. En outre, la totalité des conseillers départementaux est renouvelée. Ce nouveau mode de scrutin nécessite un redécoupage des cantons dont le nombre est divisé par deux avec arrondi à l'unité impaire supérieure si ce nombre n'est pas entier impair, assorti de conditions de seuils minimaux. En Seine-Saint-Denis, le nombre de cantons passe ainsi de 40 à 21.
Le canton est constitué de la commune de Rosny-sous-Bois, qui antérieurement formait le canton de Rosny-sous-Bois, supprimé en 2015, et d'une partie de la commune de Montreuil.
Le bureau centralisateur est situé à Montreuil.

## Représentation
| Période élective | Période élective | Mandat | Mandat   | Identité         | Nuance | Nuance | Qualité |
| ---------------- | ---------------- | ------ | -------- | ---------------- | ------ | ------ | --- |
| 2015             | 2021             | 2015   | 2021     | Magalie Thibault |        | PS     | Salariée dans une entreprise d'insertion Conseillère municipale de Rosny-sous-Bois (2014 → ) Vice-présidente du conseil départemental (2015 → )                                                                           |
| 2015             | 2021             | 2015   | 2021     | Frédéric Molossi |        | PS     | Conseiller municipal (1989 → 1995 et 2008 → 2014) ou maire-adjoint (1995 → 2008 et 2014 → ) de Montreuil ; Conseiller général du canton de Montreuil-Nord (2008 → 2015) Vice-président du Conseil départemental (2015 → ) |
| 2021             | 2028             | 2021   | en cours | Frédéric Molossi |        | PS     | Conseiller sortant |
| 2021             | 2028             | 2021   | en cours | Magalie Thibault |        | PS     | Conseillère sortante, suppléante de la Députée Fatiha Keloua Hachi |

### Résultats détaillés

#### Élections de mars 2015
À l'issue du 1er tour des élections départementales de 2015, deux binômes sont en ballottage : Claude Capillon et Manon Laporte (UMP, 29,55 %) et Frédéric Molossi et Magalie Thibault (PS, 26,73 %). Le taux de participation est de 38,03 % (17 750 votants sur 46 675 inscrits), contre 36,83 % au niveau départemental et 50,17 % au niveau national. 
Au second tour, Frédéric Molossi et Magalie Thibault (PS) sont élus avec 53,38 % des suffrages exprimés et un taux de participation de 35,15 % (8 291 voix pour 16 874 votants et 46 675 inscrits).

#### Élections de juin 2021
Le premier tour des élections départementales de 2021 est marqué par un très faible taux de participation (33,26 % au niveau national). Dans le canton de Montreuil-1, ce taux de participation est de 26,49 % (12 685 votants sur 47 887 inscrits) contre 24,35 % au niveau départemental. À l'issue de ce premier tour, deux binômes sont en ballottage : Frédéric Molossi et Magalie Thibault (Union à gauche avec des écologistes, 38,9 %) et Claudio Calfuquir et Sayna Shahryari (LFI, 16,19 %).
Le second tour des élections est marqué une nouvelle fois par une abstention massive équivalente au premier tour. Les taux de participation sont de 34,36 % au niveau national, 26,47 % dans le département et 28,27 % dans le canton de Montreuil-1. Frédéric Molossi et Magalie Thibault (Union à gauche avec des écologistes) sont élus avec 70,88 % des suffrages exprimés (7 761 voix pour 13 546 votants et 47 909 inscrits),,.

## Composition
| Nom                               | Code Insee | Intercommunalité         | Superficie (km2) | Population (dernière pop. légale)                 | Densité (hab./km2) | Modifier                                    |
| --------------------------------- | ---------- | ------------------------ | ---------------- | ------------------------------------------------- | ------------------ | ------------------------------------------- |
| Montreuil (bureau centralisateur) | 93048      | Métropole du Grand Paris | 8,92             | Fraction : 46 193 (2022) Commune : 110 758 (2022) | 12 417             | modifier les données · modifier les données |
| Rosny-sous-Bois                   | 93064      | Métropole du Grand Paris | 5,91             | 45 947 (2022)                                     | 7 774              | modifier les données · modifier les données |
| Canton de Montreuil-1             | 9312       |                          |                  | 92 140 (2022)                                     |                    | modifier les données                        |

Le canton de Montreuil-1 est constitué de :
1. la commune entière de Rosny-sous-Bois, qui constituait l'ancien canton de Rosny-sous-Bois, supprimé ;
2. la partie de la commune de Montreuil située au nord d'une ligne définie par l'axe des voies et limites suivantes : depuis la limite territoriale de la commune de Bagnolet, rue d'Alembert, rue de Paris, place Jacques-Duclos, avenue de la Résistance, rue Ariste-Hémard, boulevard Rouget-de-Lisle, rue Mériel, avenue de la Résistance, rue Rabelais, rue Victor-Hugo, avenue Pasteur, place Jean-Jaurès, avenue Walvein, rue Franklin, place de l'Église, rue de Romainville, rue Pépin, rue Dombasle, rue Rochebrune, rue des Néfliers, avenue Paul-Signac, rue de Rosny, autoroute A 186, rue Émile-Beaufils, rue des Roches, rue Édouard-Branly, rue de la Montagne-Pierreuse, rue de l'Acacia, rue des Roches, rue de Rosny, jusqu'à la limite territoriale de la commune de Rosny-sous-Bois.

Le surplus de Montreuil fait partie du canton de Montreuil-2.

## Démographie
En 2022, le canton comptait 92 140 habitants, en évolution de +1,74 % par rapport à 2016 (Seine-Saint-Denis : +4,67 %, France hors Mayotte : +2,11 %).
| 2013   | 2018   | 2022   |
| ------ | ------ | ------ |
| 87 819 | 91 783 | 92 140 |